# Lilian Garcia
Lilian Annette García (Madrid, 19 de agosto de 1966) é uma cantora e anunciadora de ringue espanhola. Ela trabalha atualmente para a WWE como anunciadora de ringue para a marca Raw. Durante sua primeiro passagem na empresa, ela se tornou a primeira mulher a ficar dez anos na promoção.

## Vida pessoal
García reside em Madrid, Espanha desde os 8 anos de vida. Tudo isso, pois seu pai servia ao governo norte-americano como embaixador. Após retornar aos Estados Unidos, Garcia foi graduada na universidade de Irmo localizada em Columbia, Carolina do Sul.
Garcia ficou entre as dez finalistas do concurso de miss da Carolina do Sul. Garcia também ficou entre as dez vozes mais bonitas do rádio, perdendo nas finais.
Lilian trabalhou no filme Amor Moderno, de 1990, interpretando uma cantora.

## Carreira de cantora

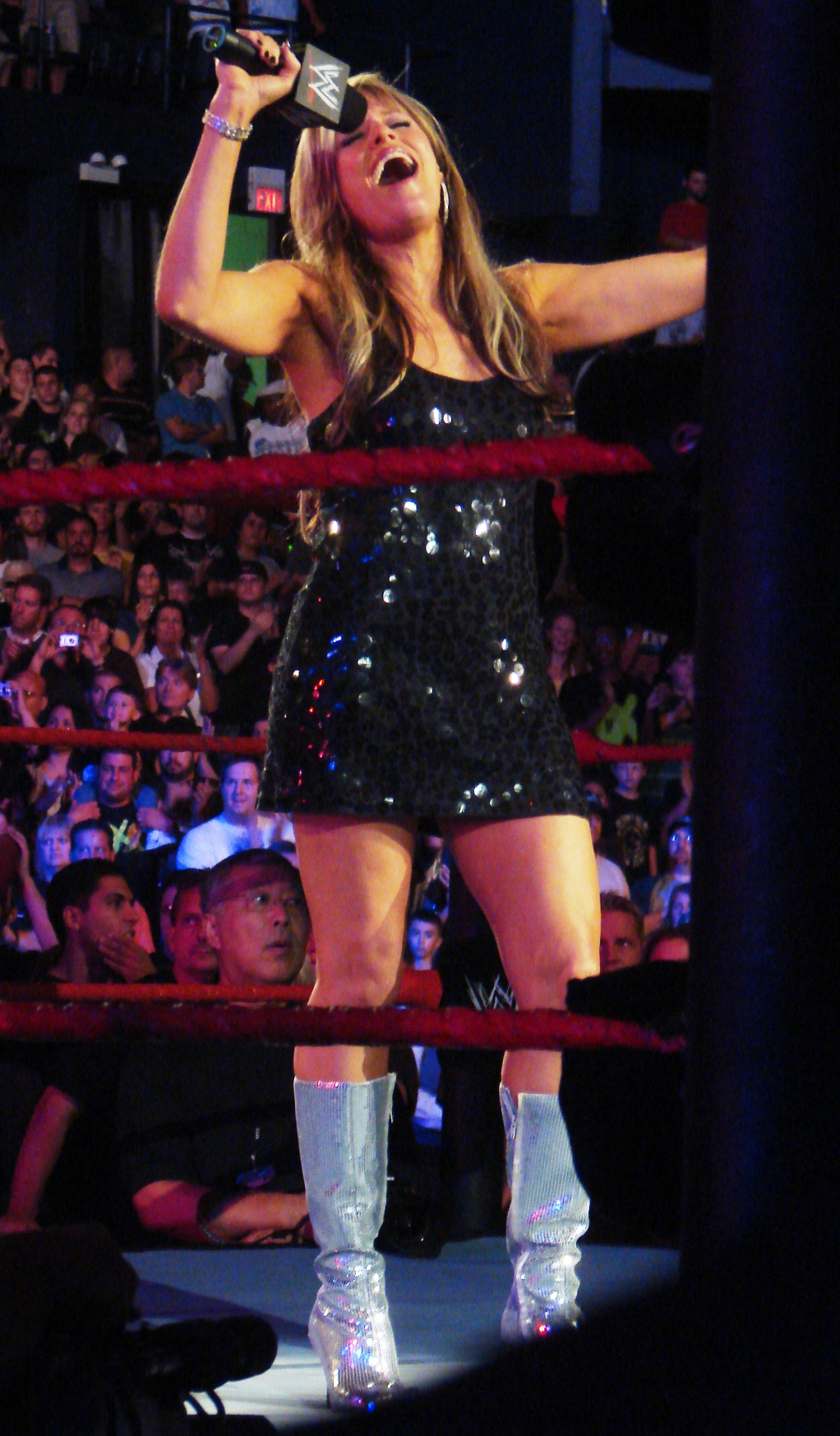
Lillian Garcia singing the National Anthem at WWE No Mercy 2007. Allstate Arena, Rosemont, Illinois, October 7, 2007. Taken by me, rotated, cropped, and brightened.

García começou seu interesse por música desde os cinco anos. Sempre se destacava em disputas de Karaokê, pois sempre as ganhava. Então começou a tocar o hino norte americano no estádio da equipe norte-americana de basquete Phoenix Suns.
García lançou seu primeiro single, "Shout", em 2002. Em novembro deste mesmo ano, ela gravou o tema de entrada da lutadora Torrie Wilson, chamado "Need A Little Time", para o álbum WWE Anthology. García também ganhou destaque ao cantar o hino dos Estados Unidos na abertura da WrestleMania mais de uma vez. A única a conseguiu este fato era Aretha Franklin.
García trabalhou muito e conseguiu novos produtores que são George Noriega e Tim Mitchell desde 2005. Em 2006 ela gravou um dueto com o cantor Jon Secada. Na RAW, em agosto, ela anunciou o nome de seu novo álbum Quiero Vivir. Este, foi lançado em outubro de 2007, se se saiu relativamente bem nas vendas.